# Kunshan
Kunshan (in cinese: 昆山市, in pinyin: Kūnshān Shì) è una città-contea nella provincia cinese del Jiangsu, nella prefettura di Suzhou, di circa 1,6 milioni di abitanti.